# Osteospermum microcarpum
Osteospermum microcarpum là một loài thực vật có hoa trong họ Cúc. Loài này được (Harv.) Norl. mô tả khoa học đầu tiên năm 1943.